# Friederspitz
Frieder und Friederspitz bilden ein doppelgipfliges Bergmassiv (2053 m und 2049 m) im Ostteil der Kreuzspitzgruppe der Ammergauer Alpen zwischen Graswang- und Loisachtal. Der Name des Bergmassivs ist Friederberg. Die Friederspitz ist auf einer Bergwanderung von Griesen (Bahnhof der Außerfernbahn zwischen Garmisch-Partenkirchen und Ehrwald) erreichbar. Der Übergang zum Gipfel des Frieder ist einfach: auf Steigspuren in einen tieferliegenden Sattel (ca. 70 Höhenmeter Abstieg) und dann weiter zum Friedergipfel.
Die Friederspitz liegt genau an der Gemeindegrenze zwischen dem Markt Garmisch-Partenkirchen und dem gemeindefreien Gebiet Ettaler Forst. Der rund 550 Meter nördlich davon gelegene Frieder liegt innerhalb des Ettaler Forstes.